# Силицид дижелеза
Силицид дижелеза — бинарное неорганическое соединение железа и кремния с формулой Fe2Si, серебристые кристаллы, существует в интервале температур 1040—1212°С.

## Нахождение в природе
В лунном метеорите обнаружен минерал хапкеит — Fe2Si.

## Получение
Спекание стехиометрических количеств чистых веществ:
{\displaystyle {\mathsf {2Fe+Si\ {\xrightarrow {1212^{o}C}}\ Fe_{2}Si}}}

## Физические свойства
Силицид дижелеза образует серебристые кристаллы кубической сингонии, пространственная группа P m3m, параметры ячейки a = 0,2831 нм.
Кристаллы существует в интервале температур 1040—1212 °С, при комнатной температуре находится в метастабильном состоянии.